# Przestrzeń Lindelöfa
Przestrzenie Lindelöfa – przestrzeń topologiczna o tej własności, że z dowolnego jej pokrycia otwartego można wybrać podpokrycie przeliczalne. Niektórzy autorzy (np. Engelking) wymagają dodatkowo, by przestrzeń była ponadto regularna.
Nazwę wprowadzili w 1929 roku Pawieł Aleksandrow i Pawieł Urysohn; pochodzi od nazwiska fińskiego matematyka, Ernsta Lindelöfa, który udowodnił w 1903 roku, że przestrzenie euklidesowe mają opisaną wyżej własność.

## Przykłady
- Zbiór liczb rzeczywistych z topologią naturalną (tj. porządkową/przedziałową) oraz z topologią strzałki jest przestrzenią Lindelöfa[4].
- Płaszczyzna Niemyckiego jest przestrzenią ośrodkową, która nie jest przestrzenią Lindelöfa[5].

## Własności
- Każda przestrzeń zwarta jest przestrzenią Lindelöfa.
- Dowolna przestrzeń spełniająca drugi aksjomat przeliczalności jest przestrzenią Lindelöfa, lecz nie na odwrót – przestrzeń Lindelöfa nie musi spełniać drugiego aksjomatu przeliczalności; na przykład wspomniana wyżej prosta z topologią strzałki nie ma bazy przeliczalnej.
- Każda domknięta podprzestrzeń przestrzeni Lindelöfa jest też przestrzenią Lindelöfa[1].
- Suma rodziny niepustych przestrzeni topologicznych {Xs : s ∊ S} jest przestrzenią Lindelöfa wtedy i tylko wtedy, gdy zbiór S jest przeliczalny oraz każdy składnik Xs jest przestrzenią Lindelöfa[1].
- W każde pokrycie otwarte regularnej przestrzeni Lindelöfa można wpisać pokrycie otwarte lokalnie skończone.
- Każda regularna przestrzeń Lindelöfa jest normalna[1].
- Produkt przestrzeni Lindelöfa niekoniecznie jest przestrzenią Lindelöfa. Przykładem może być iloczyn dwóch prostych z topologią strzałki, który nie jest przestrzenią normalną (mimo że jest przestrzenią regularną)[4]. Istnieją modele teorii mnogości Zermela-Fraenkla (bez aksjomatu wyboru), w których produkt dwóch dowolnych przestrzeni Lindelöfa jest przestrzenią Lindelöfa[6].
- Otwarta podprzestrzeń przestrzeni Lindelöfa nie musi być przestrzenią Lindelöfa: każda przestrzeń lokalnie zwarta (np. przestrzeń dyskretna) jest otwartą podprzestrzenią swojego uzwarcenia jednopunktowego (Aleksandrowa).
- Ciągły obraz przestrzeni Lindelöfa jest przestrzenią Lindelöfa[5].
- Każda przeliczalnie zwarta przestrzeń Lindelöfa jest zwarta.
- Przestrzeń metryczna jest przestrzenią Lindelöfa wtedy i tylko wtedy, gdy spełnia drugi aksjomat przeliczalności oraz wtedy i tylko wtedy, gdy jest ośrodkowa.